# Pointe de Savoyard
La pointe de Savoyard est un cap de France situé à Saint-Pierre-et-Miquelon.

## Géographie
La pointe de Savoyard forme l'extrémité occidentale de l'île Saint-Pierre. Elle est entourée par le cap à Brossard et le cap à la Vierge au nord-est, l'anse à Brossard au nord, l'anse de Savoyard au sud-est et l'étang des Laveuses à l'est ; l'étang de Savoyard est situé un peu plus à l'est, en-dehors de la pointe. La pointe culmine à 37 mètres d'altitude en deux collines qui dominent son littoral sud.
Le cap, comportant quelques habitations, est desservi par la route nationale 1.

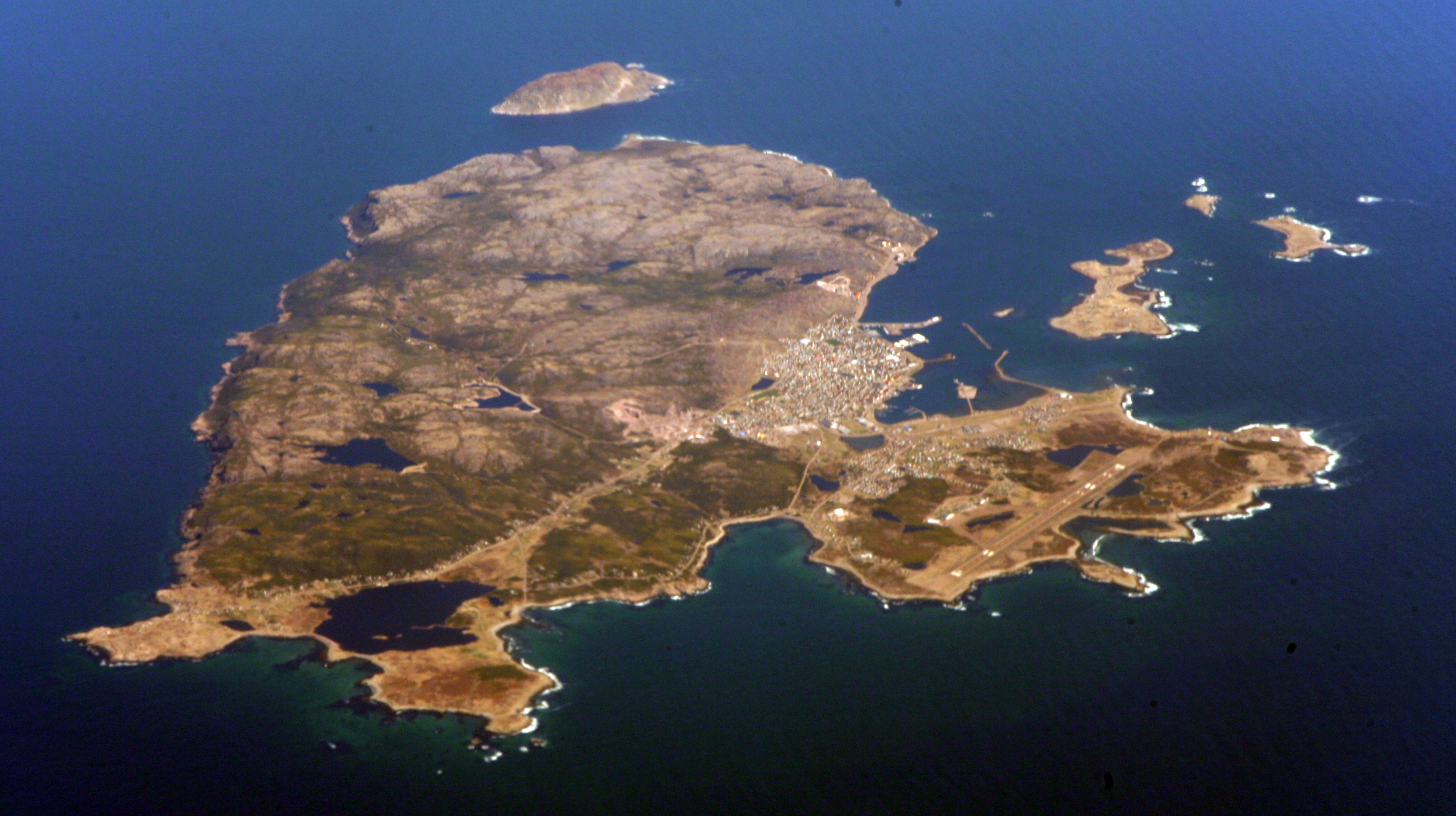
Vue aérienne de l'île Saint-Pierre depuis le sud-ouest avec la pointe de Savoyard en bas à gauche.